# دوروثي ستون
دوروثي ستون (بالإنجليزية: Dorothy Stone)‏ هي مغنية وممثلة أمريكية، ولدت في 3 يونيو 1905، وتوفيت في 24 سبتمبر 1974.

## وصلات خارجية
- دوروثي ستون على موقع IMDb (الإنجليزية)
- دوروثي ستون على موقع قاعدة بيانات برودواي على الإنترنت (الإنجليزية)
- دوروثي ستون على موقع قاعدة بيانات الفيلم (الإنجليزية)